# شیرین بینا
شیرین بینا با نام اصلی شیرین صدق‌گویا (زاده ۲۹ مرداد ۱۳۴۳) بازیگر زن تئاتر، سینما و تلویزیون ایرانی است..

## زندگی
شیرین بینا، بازیگر زن ایرانی است که از سال ۱۳۷۲ فعالیت سینمایی خود را با بازی در فیلم «تیک تاک» آغاز کرد. نام اصلی وی شیرین صدق گویا می‌باشد و بینا نام خانوادگی همسر اوست که وی این نام را به عنوان نام هنری خود انتخاب نموده‌است.
به علت آنکه خواهر وی نیز بازیگر است و از اسم صدق‌گویا (نگین صدق‌گویا) استفاده می‌کند، وی از نام فامیل «بینا» استفاده می‌کند.
وی دارای مدرک لیسانس علوم تربیتی از دانشگاه آزاد است. او برای بازی در فیلم تیک تاک، نامزد دریافت جایزهٔ بهترین بازیگر نقش دوم زن در دوازدهمین دورهٔ جشنواره فیلم فجر شد.

## فیلم‌شناسی

### سینما
| سال  | نام فیلم                  | کارگردان         | نقش |
| ---- | ------------------------- | ---------------- | --- |
| ۱۳۷۱ | تیک تاک                   | محمدعلی طالبی    |     |
| ۱۳۷۴ | بوی پیراهن یوسف           | ابراهیم حاتمی‌کیا |     |
| ۱۳۷۵ | کیسه برنج                 | محمدعلی طالبی    |     |
| ۱۳۷۸ | سهراب                     | سعید سهیلی       |     |
| ۱۳۸۱ | فرش باد                   | کمال تبریزی      |     |
| ۱۳۸۲ | روزگار سپری شده           |                  |     |
| ۱۳۸۲ | تب                        | رضا کریمی        |     |
| ۱۳۸۴ | رؤیای خیس                 | پوران درخشنده    |     |
| ۱۳۸۴ | سرخی سیب کال              | محمدعلی طالبی    |     |
| ۱۳۸۴ | جای او دیگر خالی نیست     | مهرداد خوشبخت    |     |
| ۱۳۸۵ | محاکمه                    | ایرج قادری       |     |
| ۱۳۸۵ | ماه شب چهارده             | محمدعلی طالبی    |     |
| ۱۳۸۶ | تسویه‌حساب                 | تهمینه میلانی    |     |
| ۱۳۸۶ | دایناسور                  | پرویز شیخ طادی   |     |
| ۱۳۸۷ | شیرین                     | عباس کیارستمی    |     |
| ۱۳۸۷ | حریم                      | رضا خطیبی        |     |
| ۱۳۹۱ | تو و من                   | محمد بانکی       |     |
| ۱۳۹۱ | هیس! دخترها فریاد نمی‌زنند | پوران درخشنده    |     |
| ۱۳۹۲ | سگ‌های پوشالی              | رضا توکلی        |     |
| ۱۳۹۲ | پنج ستاره                 | مهشید افشارزاده  |     |
| ۱۳۹۵ | عشقولانس                  | محسن ماهینی      |     |
| ۱۴۰۰ | نفرین آرتا                | مجید کریمی       |     |

### مجموعه‌های تلویزیونی
| سال  | نام مجموعه                | کارگردان         | توضیحات               |
| ---- | ------------------------- | ---------------- | --------------------- |
| ۱۳۷۴ | کارآگاه                   | حسن هدایت        | شبکه ۱                |
| ۱۳۷۵ | تصویر یک رؤیا             | احمد امینی       | شبکه ۱                |
| ۱۳۷۶ | در پی فاخته               | مسعود آب پرور    |                       |
| ۱۳۷۷ | گوهر کمال                 | عباس رنجبر       | شبکه ۱                |
| ۱۳۷۷ | روزهای زندگی              | سیروس مقدم       | شبکه ۳                |
| ۱۳۷۸ | مریم مقدس                 | شهریار بحرانی    | شبکه ۲                |
| ۱۳۷۹ | کودکی یک نویسنده          | امیر فیضی        | شبکه ۲                |
| ۱۳۸۰ | پرونده‌های مجهول           | جمال شورجه       | شبکه ۲                |
| ۱۳۸۱ | مسافری از هند             | قاسم جعفری       | شبکه ۳                |
| ۱۳۸۲ | مشق عشق                   | بهرام بهرامیان   | شبکه ۱                |
| ۱۳۸۲ | برگه‌های سفید              | شفیع آقا محمدیان | شبکه ۲                |
| ۱۳۸۳ | کمکم کن                   | قاسم جعفری       | شبکه ۲ رمضان ۸۳       |
| ۱۳۸۳ | ماه شب چهارده             | محمدعلی طالبی    | شبکه ۱                |
| ۱۳۸۴ | چه کسی به سرهنگ شلیک کرد؟ | جواد اردکانی     | شبکه ۱ دهه فجر ۸۴     |
| ۱۳۸۵ | سلام                      | محمدرضا فرزین    | شبکه ۵                |
| ۱۳۸۵ | شکر تلخ                   | احمد کاوری       | شبکه ۲                |
| ۱۳۸۶ | خواستگاران                | گلاب آدینه       | شبکه ۱                |
| ۱۳۸۶ | جایی نزدیک آسمان          | سامان سالور      | شبکه ۱                |
| ۱۳۸۶ | اغما                      | سیروس مقدم       | شبکه ۱ رمضان ۸۷       |
| ۱۳۸۸ | عبور از پاییز             | مسعود شاه محمدی  | شبکه ۲ رمضان ۸۸ رمضان |
| ۱۳۸۸ | دفترخانه شماره ۱۳         | سید وحید حسینی   | شبکه ۱                |
| ۱۳۸۹ | قفسی برای پرواز           | یوسف سید مهدوی   | شبکه ۱                |
| ۱۳۹۰ | تقدیر                     | عبدالرضا فیروزان | شبکه ۳                |
| ۱۴۰۰ | جزیره                     | سیروس مقدم       | شبکه نمایش خانگی      |
| ۱۴۰۱ | خداداد                    | علی غفاری        | شبکه ۲                |

### تله فیلم
| سال       | فیلم                            | سمت    | کارگردان         | توضیحات           |
| --------- | ------------------------------- | ------ | ---------------- | ----------------- |
| ۱۳۸۹      | تله‌فیلم «ارتباط خانوادگی»       | بازیگر | نادر مقدس        |                   |
| ۱۳۸۸–۱۳۸۷ | بهشت و بهار                     | بازیگر | جمشید بیات‌ترک    | نوروز ۱۳۸۸ شبکه ۱ |
| ۱۳۸۷      | تله‌فیلم «قصیده شب بارانی»       | بازیگر | علیرضا سبزواری   |                   |
| ۱۳۸۶      | تله‌فیلم «پازل»                  | بازیگر | علی غفاری        |                   |
| ۱۳۸۶      | تله‌فیلم «در انتهای نیزار»       | بازیگر | مصطفی صفاری      |                   |
| ۱۳۸۶      | تله‌فیلم «عروس زندان»            | بازیگر | پرند زاهدی       |                   |
| ۱۳۸۴      | تله‌فیلم «جای او دیگر خالی نیست» | بازیگر | مهرداد خوشبخت    |                   |
| ۱۳۸۲      | تله‌فیلم «برگه‌های سفید»          | بازیگر | شفیع آقا محمدیان |                   |
| ۱۳۸۲      | تله‌فیلم «جای توخالی»            | بازیگر | محسن قصابیان     |                   |
| ۱۳۸۰      | تله‌فیلم «خشم و قضاوت»           | بازیگر | مهرداد خوشبخت    |                   |

### کوتاه
- دفاع مقدس؛ (عبدالله باکیده ۱۳۷۸)
- تکه‌ای از آسمان؛ (امیر فیضی ۱۳۷۹)
- گلی برای نرگس؛ (عبدالرضا فیروزان ۱۳۸۳)
- جنس دوم؛ لاله مستوفی (۱۳۸۲)

### تئاتر
- بر پرده افلاک؛ (حسن سرچاهی ۱۳۸۴)
- امپراتور و آنجلو؛ (امیر دژاکام ۱۳۸۶)
- برگشتن (حسین مسافر آستانه ۱۳۹۸)